# 75. ceremonia wręczenia Oscarów
75. ceremonia rozdania Oscarów odbyła się 23 marca 2003 roku w Kodak Theatre w Los Angeles.

## Ciekawostki
- Adrien Brody został najmłodszym zwycięzcą w kategorii najlepszy aktor.
- Adrien Brody jako jedyny wygrał w kategorii najlepszy aktor z czterema konkurentami, z których każdy zdobył już Oscara.
- Chicago jest pierwszym musicalem, który zdobył statuetkę za najlepszy film od czasów Olivera! (1966).

## Wykonawcy piosenek
- „I Move On” – Queen Latifah & Catherine Zeta-Jones (zapowiedziane przez Johna Travoltę)
- „Father and Daughter” – Paul Simon (zapowiedziany przez Steve’a Martina)
- „Burn It Blue” – Caetano Veloso oraz Lila Downs (zapowiedziani przez Gaela Garcię Bernala)
- „The Hands That Built America” – U2 (zapowiedziani przez Colina Farrella)
- „Lose Yourself” – Eminem (piosenka nie była wykonywana na ceremonii)

## Laureaci

### Najlepszy film
- Martin Richards – Chicago
- Alberto Grimaldi i Harvey Weinstein – Gangi Nowego Jorku
- Scott Rudin i Robert Fox – Godziny
- Barrie M. Osborne, Fran Walsh i Peter Jackson – Władca Pierścieni: Dwie wieże
- Roman Polański, Robert Benmussa i Alain Sarde – Pianista

### Najlepszy aktor pierwszoplanowy
- Adrien Brody – Pianista
- Jack Nicholson – Schmidt
- Nicolas Cage – Adaptacja
- Michael Caine – Spokojny Amerykanin
- Daniel Day-Lewis – Gangi Nowego Jorku

### Najlepszy aktor drugoplanowy
- Chris Cooper – Adaptacja
- Christopher Walken – Złap mnie, jeśli potrafisz
- John C. Reilly – Chicago
- Ed Harris – Godziny
- Paul Newman – Droga do zatracenia

### Najlepsza aktorka
- Nicole Kidman – Godziny
- Renée Zellweger – Chicago
- Julianne Moore – Daleko od nieba
- Salma Hayek – Frida
- Diane Lane – Niewierna

### Najlepsza aktorka drugoplanowa
- Catherine Zeta-Jones – Chicago
- Kathy Bates – Schmidt
- Meryl Streep – Adaptacja
- Queen Latifah – Chicago
- Julianne Moore – Godziny

### Najlepszy film animowany
- Hayao Miyazaki – Spirited Away: W krainie bogów
- Chris Wedge – Epoka lodowcowa
- Chris Sanders – Lilo i Stich
- Jeffrey Katzenberg – Mustang z Dzikiej Doliny
- Ron Clements – Planeta skarbów

### Najlepsza scenografia i dekoracje wnętrz
- John Myhre i Gordon Sim – Chicago
- Felipe Fernández del Paso i Hania Robledo – Frida
- Dante Ferretti i Francesca Lo Schiavo – Gangi Nowego Jorku
- Grant Major, Dan Hennah i Alan Lee – Władca Pierścieni: Dwie wieże
- Dennis Gassner i Nancy Haigh – Droga do zatracenia

### Najlepsze zdjęcia
- Conrad L. Hall – Droga do zatracenia
- Dion Beebe – Chicago
- Edward Lachman – Daleko od nieba
- Michael Ballhaus – Gangi Nowego Jorku
- Paweł Edelman – Pianista

### Najlepsze kostiumy
- Colleen Atwood – Chicago
- Julie Weiss – Frida
- Sandy Powell – Gangi Nowego Jorku
- Ann Roth – Godziny
- Anna Biedrzycka-Sheppard – Pianista

### Najlepsza reżyseria
- Roman Polański – Pianista
- Rob Marshall – Chicago
- Martin Scorsese – Gangi Nowego Jorku
- Pedro Almodóvar – Porozmawiaj z nią
- Stephen Daldry – Godziny

### Pełnometrażowy film dokumentalny
- Michael Moore, Michael Donovan – Zabawy z bronią

### Krótkometrażowy film dokumentalny
- Bill Guttentag, Robert David Port – Twin Towers

### Najlepszy montaż
- Martin Walsh – Chicago
- Thelma Schoonmaker – Gangi Nowego Jorku
- Michael Horton – Władca Pierścieni: Dwie wieże
- Peter Boyle – Godziny
- Herve de Luze – Pianista

### Najlepszy film nieanglojęzyczny
- Niemcy – Nigdzie w Afryce, reż. Caroline Link
- Meksyk – Zbrodnia ojca Amaro, reż. Carlos Carrera
- Finlandia – Człowiek bez przeszłości, reż. Aki Kaurismäki
- Chiny – Hero, reż. Zhang Yimou
- Holandia – Zus i Zo, reż. Paula van der Oest

### Najlepsza charakteryzacja
- John E. Jackson i Beatrice De Alba – Frida
- John M. Elliott Jr. i Barbara Lorenz – Wehikuł czasu

### Najlepsza muzyka
- Elliot Goldenthal – Frida
- John Williams – Złap mnie, jeśli potrafisz
- Elmer Bernstein – Daleko od nieba
- Philip Glass – Godziny
- Thomas Newman – Droga do zatracenia

### Najlepsza piosenka
- „Lose Yourself” – 8. Mila – muzyka: Eminem, Jeff Bass, Luis Resto; słowa: Eminem
- „I Move On” – Chicago – muzyka:John Kander; słowa: Fred Ebb
- „Burn It Blue” – Frida – muzyka: Elliot Goldenthal; słowa: Julie Taymor
- „The Hands That Built America” – Gangi Nowego Jorku – U2
- „Father and Daughter” – Dzika rodzinka – Paul Simon

### Najlepszy dźwięk
- Michael Minkler, Dominick Tavella, David Lee – Chicago
- Tom Fleischman, Eugene Gearty i Ivan Sharrock – Gangi Nowego Jorku
- Christopher Boyes, Michael Semanick, Michael Hedges i Hammond Peek – Władca Pierścieni: Dwie wieże
- Scott Millan, Bob Beemer i John Pritchett – Droga do zatracenia
- Kevin O’Connell, Greg P. Russell i Ed Novick – Spider-Man

### Najlepszy montaż dźwięku
- Ethan Van der Ryn i Michael Hopkins – Władca Pierścieni: Dwie wieże
- Richard Hymns i Gary Rydstrom – Raport mniejszości
- Scott Hecker – Droga do zatracenia

### Najlepsze efekty specjalne
- Jim Rygiel, Joe Letteri, Randall William Cook, Alex Funke – Władca Pierścieni: Dwie wieże
- John Dykstra, Scott Stokdyk, Anthony LaMolinara i John Frazier – Spider-Man
- Rob Coleman, Pablo Helman, John Knoll i Ben Snow – Gwiezdne wojny: część II – Atak klonów

### Krótkometrażowy film animowany
- Eric Armstrong – Czub-Czuby

### Krótkometrażowy film aktorski
- Martin Strange-Hansen, Mie Andreasen – This Charming Man (Der Er En Yndig Mand)
- Philippe Orreindy, Thomas Gaudin – Zaczekam na następny

### Najlepszy scenariusz oryginalny
- Pedro Almodóvar – Porozmawiaj z nią
- Todd Haynes – Daleko od nieba
- Jay Cocks, Steven Zaillian i Kenneth Lonergan – Gangi Nowego Jorku
- Nia Vardalos – Moje wielkie greckie wesele
- Carlos Cuarón i Alfonso Cuarón – I twoją matkę też

### Najlepszy scenariusz adaptowany
- Ronald Harwood – Pianista
- Peter Hedges, Chris Weitz i Paul Weitz – Był sobie chłopiec
- Charlie Kaufman i Donald Kaufman – Adaptacja
- Bill Condon – Chicago
- David Hare – Godziny

### Oscar Honorowy
- Peter O’Toole – za całokształt pracy aktorskiej